# Sverker Gustavsson
Karl Sverker Ingemar Gustavsson, född 1 januari 1940 i Järpås, är en svensk statsvetare verksam vid Uppsala universitet. Fram till 2007 innehade han Jean Monnet-professuren i europeisk statskunskap. Från 2003 till 2018 var han preses i Kungl. Vetenskapssamhället i Uppsala. 
Hans specialitet är det europeiska unionsproblemet. Mellan 1997 och 2009 var han ordförande i de svenska statsvetenskapliga institutionernas nätverk för Europaforskning och en av tre redaktörer för den av ekonomer, jurister och statsvetare gemensamt utgivna årsboken Europaperspektiv. 
Under 1970-talet och början av 1980-talet arbetade han vid Uppsala universitet och Statens institut för byggnadsforskning med frågan om vad som motiverar och förklarar att en god levnadsstandard garanteras alla medborgare och inte bara de sämst ställda.
Sin statsvetenskapliga debut gjorde han 1971 med en avhandling om skälen varför vetenskaplig verksamhet inte bör styras vare sig politiskt eller kommersiellt. De flesta av hans publikationer rörande unionsfrågan, den generella välfärdspolitiken och universitetspolitiken finns omtryckta i två samlingsvolymer från 2007 och 2014. Hans senaste böcker från 2015, 2018 och 2024 handlar om vad som krävs för att majoritetsstyre och politisk liberalism långsiktigt ska gå att förena.
Från 1978 till 1986 ingick han i redaktionen för den socialdemokratiska idétidskriften Tiden. Mellan 1986 och 1991 var han statssekreterare i Utbildningsdepartementet.

## Utmärkelser
- H.M. Konungens medalj 8:e storleken i Serafimerordens band ”för betydande insatser inom svenskt universitets- och akademiväsende” (2016).
- Uppsala universitets Rudbeckmedalj för arbete med ”centrala författnings- och förvaltningspolitiska frågor” (2017).
- Kungl. Vetenskapssamhället i Uppsala förtjänstmedalj (2018) för sina insatser som preses från 2003 till 2018.
- Uppsala universitets Gustaf Adolfsmedalj för att ”mångårigt och outtröttligt ha utgjort en stark, tydlig och vetenskapligt förankrad röst” i debatt och forskning om vetenskap och samhälle (2020).